# يوزف بوهلر
يوزف بوهلر (بالألمانية: Josef Bühler)‏ (و. 1904 – 1948 م) هو سياسي، وقانوني، ومحامي ألماني، ولد في باد فالدزيه، كان عضوًا في الحزب النازي، توفي في كراكوف، عن عمر يناهز 44 عاماً، بسبب شنق.

## مناصب
تولى منصب كاتب دولة ‏
.

## الخدمة العسكرية
خدم في شوتزشتافل.